# Piața Plevnei
Die Piața Plevnei ist ein Platz im Timișoaraer Stadtbezirk Elisabetin. Er entstand zu ungarischer Zeit als Dózsa tér, benannt nach dem Bauernführer György Dózsa, und erhielt 1919 in Folge der Angliederung des Banats an Rumänien seine heutige Bezeichnung. Namensgebend ist hierbei die Schlacht von Plewen (rumänisch Plevna) im Jahre 1877. 

## Beschreibung

Der Schweinemarkt um die Jahrhundertwende, im Hintergrund die Strada Gheorghe Doja

Der rechteckige Platz wird im Norden von der Strada General Henri Berthelot und im Süden von der Strada Mețianu – ehemals Strada Brașov – begrenzt, zusätzlich mündet noch die Strada Remus ein. In seinem Inneren erstreckt sich – etwas tiefer als die umliegenden Straßen – der Parcul Gheorghe Doja. 
Zunächst wurde der Platz, der im 18. Jahrhundert noch auf freiem Feld zwischen der Inneren Stadt einerseits sowie der Josefstadt beziehungsweise der Elisabethstadt andererseits lag, als Holzlagerplatz genutzt. Später diente er dann vorübergehend  als Schweinemarkt, weshalb er auch Disznóvásár tér (ungarisch für Schweineplatz) hieß. Das Areal war Teil der Esplanade und durfte bis zur Entfestung 1892 nicht bebaut werden.
1903 entstand dann schließlich im Zuge der Ausdehnung des Stadtbezirks Elisabetin zu Beginn des 19. Jahrhunderts das heutige Gründerzeitensemble mit dem etwas tiefer liegenden Park in der Mitte des Platzes.  